# Saint-Maurice-sur-Eygues
Saint-Maurice-sur-Eygues település Franciaországban, Drôme megyében. Lakosainak száma 795 fő (2022. január 1.). Saint-Maurice-sur-Eygues Buisson, Tulette, Vinsobres, Villedieu és Visan községekkel határos.

## Népesség
A település népessége az elmúlt években az alábbi módon változott:
| Lakosok száma | 352  | 439  | 484  | 618  | 719  | 760  | 781  | 792  | 796  | 795  |
|               | 1968 | 1982 | 1990 | 2006 | 2013 | 2015 | 2017 | 2019 | 2020 | 2022 |